# شورلت اچ‌اچ‌آر
شورلت اچ‌اچ‌آر (به انگلیسی: Chevrolet HHR) (Heritage High Roof) یک کراس‌اوور دیفرانسیل جلو، پنج در، پنج سرنشین، با سقف بالا و با طراحی به سبک رترو است که توسط برایان نسبیت طراحی و توسط شورلت به بازار عرضه شد. این خودرو در نمایشگاه خودروی لس آنجلس ۲۰۰۵ و با مدل سال ۲۰۰۶ رونمایی شد.
اچ‌اچ‌آر از پلت‌فرم جی‌ام دلتا مشترک با خودروهای شورلت کوبالت، پونتیاک جی۵ و ساترن آیون استفاده می‌کند. شورلت در سال ۲۰۰۷ از نسخهٔ پانل ون این خودرو رونمایی کرد. اچ‌اچ‌آر در راموس آریزپه، مکزیک مونتاژ و در سراسر بازار آمریکای شمالی عرضه می‌شد. تولید این خودرو در مه ۲۰۱۱ متوقف شد.

## آمار فروش
| سال   | ایالات متحده | مکزیک |
| ----- | ------------ | ----- |
| ۲۰۰۵  | ۴۱٬۰۱۱       | ۹۵۴   |
| ۲۰۰۶  | ۱۰۱٬۲۹۸      | ۴٬۰۹۲ |
| ۲۰۰۷  | ۱۰۵٬۱۷۵      | ۳٬۲۵۴ |
| ۲۰۰۸  | ۹۶٬۰۵۳       | ۱٬۱۳۲ |
| ۲۰۰۹  | ۷۰٬۸۴۲       | ۱۴۷   |
| ۲۰۱۰  | ۷۵٬۴۰۱       |       |
| ۲۰۱۱  | ۳۷٬۰۱۲       |       |
| ۲۰۱۲  | ۲۱           |       |
| مجموع | ۵۲۶٬۸۱۳      | ۹٬۵۷۹ |